# C16H20O2
化学式C16H20O2（摩尔质量：244.334 g/mol）可能指：
- 芬雌酸（英语：Fenestrel），CAS号：7698-97-7
- (2E,4E)-5-（4-甲氧基-2,3,6-三甲基苯基）-3-甲基-2,4-戊二烯醛，CAS号：69877-38-9
- 2,6-二丙氧基萘，CAS号：76630-84-7

|  | 这个同类索引页列出了具有相同分子式的化学物（即同分異構體）条目。 除非您是有意链接至本页，否则应将相应条目的内部链接指向正确的条目。 |